# Jean-Claude Faveyrial
Jean-Claude Faveyrial (n. 25 martie 1817, Usson, Loire Forez Agglomération⁠(d), Franța – d. 26 noiembrie 1893, Bitolia, Imperiul Otoman) a fost un preot romano-catolic lazarist⁠(d) francez, misionar în rândul populației multietnice din Macedonia și autor al mai multor studii istorice asupra Balcanilor, printre care și al primei cărți de istorie a Albaniei. Cartea sa a fost publicată în Albania și este o încercare serioasă de a documenta istoria albanezilor și a țării lor încă din Antichitate. Ca profesor o lungă perioadă în orașul Bitola, Faveyrial a fost implicat activ în mișcarea bulgară pentru independență și a fost un prieten al poporului aromân, pentru a cărui școlarizare a contribuit foarte mult în timpul vieții.

## Biografie

### Primele misiuni
Faveyrial s-a născut la 25 martie 1817 în satul de munte Usson-en-Forez, situat la vest de orașul Saint-Étienne, în provincia Auvergne⁠(d) din sudul Franței⁠(d). Înainte de a se alătura organizației catolice Congregația Misiunii⁠(d) de la Paris în 1843, a studiat la Seminarul Teologic din Lyon. Faveyrial a fost hirotonit preot catolic în 1845 și, în același an, a fost trimis într-o misiune pe insula grecească Santorini, iar în iulie 1847 a ajuns la centrul misionar lazarist din Istanbul.
Ajuns ca misionar în capitala Imperiului Otoman, el a dobândit un interes mare pentru populația eterogenă a zonei de sud a Peninsulei Balcanice. În perioada 1858–1867, în timp ce își desfășura activitatea ca profesor la Liceul „Sf. Benedict” din Istanbul, Faveyrial a început să adune o colecție de cărți cu scopul de a realiza o bibliotecă care să stea la baza scrierii unor lucrări despre istoria albanezilor, bulgarilor și aromânilor. Cercetarea pe care urma să o facă asupra istoriei acestor popoare, credea el, le va ajuta să se pregătească pentru un viitor mai bun.
Faveyrial a fost un susținător puternic al luptei bulgare pentru independență și este recunoscut ca unul dintre persoanele inspiratoare ale acelei mișcări. El i-a cunoscut pe folcloristul Konstantin Miladinov⁠(d) și pe activistul politic Dragan Țankov⁠(d). A fost chiar, timp de câțiva ani, redactor-șef de facto al ziarului Balgaria al lui Țankov, cu sediul la Istanbul. În ciuda diferențelor confesionale, patriarhul bulgar Kiril Konstantinov⁠(d) l-a menționat pe Faveyrial ca un „preot bun”.

### Profesor și abate la Bitola

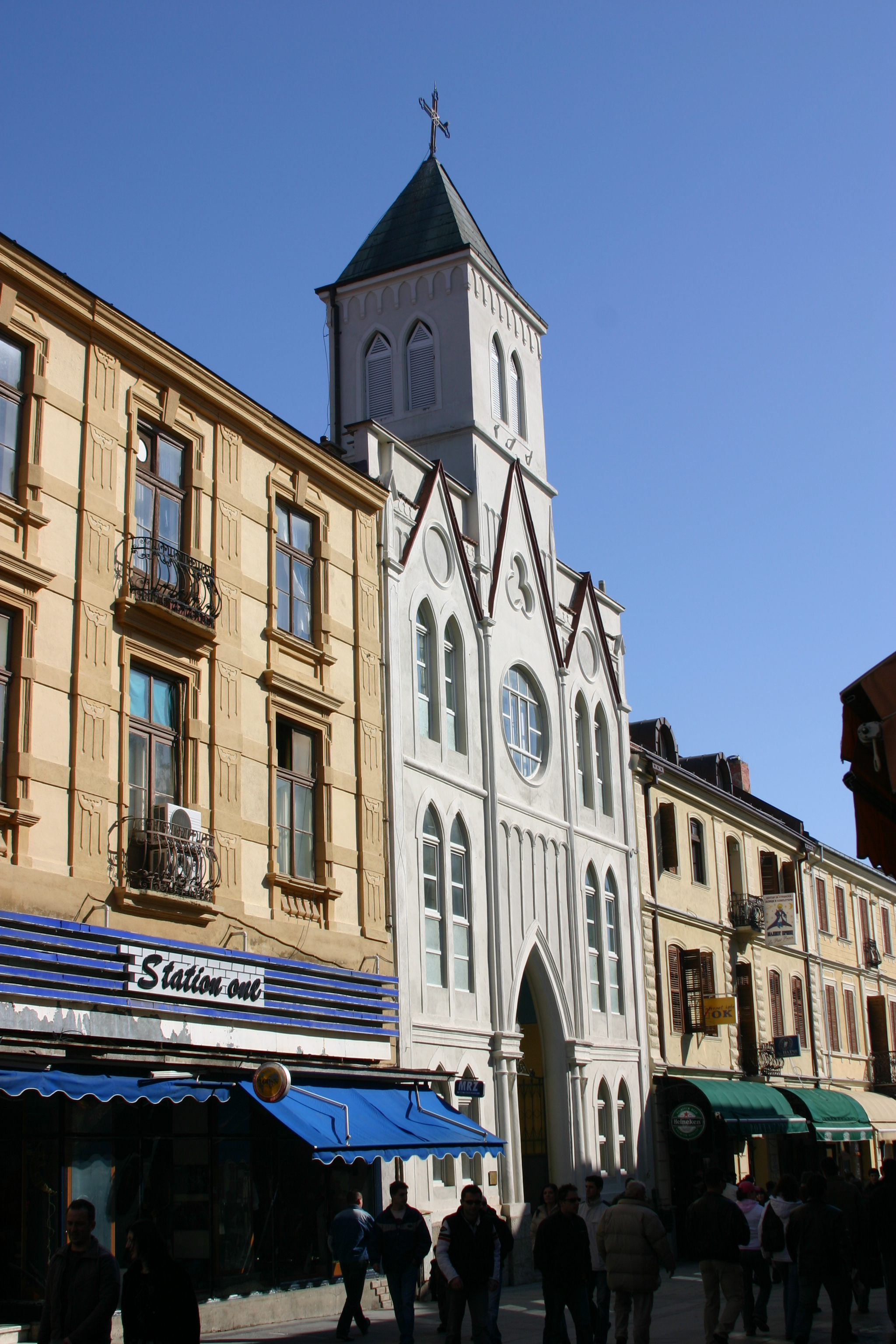
a fost mult timp reședința lui Faveyrial din Bitola, orașul în care a slujit ca abate și profesor.

După ce a slujit un an (1866–1867) ca preot catolic la Salonic, a fost trimis în 1867 ca profesor la Liceul românesc din Bitola (Monastir), oraș din vestul Macedoniei, unde a predat limba franceză și filozofie până la sfârșitul vieții sale, care a avut loc 26 de ani mai târziu. Potrivit mărturiilor unor foști elevi, lecțiile de limba și literatura franceză ale abatelui Faveyrial erau foarte iubite de tinerii aromâni, iar unii dintre ei precum Nicolae Papahagi și-au însușit foarte bine această limbă și au ajuns chiar să-și dorească convertirea la catolicism. Favyerial a combinat la Bitola activitatea sa de profesor cu îndatoririle sale religioase pentru ordinul lazarist ca abate local și a sprijinit înființarea școlilor românești pentru populația aromână din această regiune, colaborând în acest scop cu Apostol Mărgărit, inspectorul general al școlilor românești din Imperiul Otoman. Faveyrial a vizitat teritoriile albaneze în 1884 și, împreună cu Apostol Mărgărit, a fondat școli finanțate de români pentru populația aromână din Berat, Korça, Prizren și alte așezări.
Colaborarea abatelui Faveyrial cu învățătorul Mărgărit pentru sprijinirea educației aromânilor a fost considerată de unii istorici ca „o propagandă politică românească, a României în sudul Dunării, în interese naționaliste”, iar Mărgărit este prezentat și în prezent în Grecia ca un „organ plătit de propaganda română, informator al superiorului mănăstirii catolice lazariste din Manastir, Faveyrial, și denunțător în serviciile autorităților turcești”. Alți istorici explică această colaborare a lui Mărgărit cu autoritățile austriece din Bitola și cu abatele Faveyrial ca având scopul de a combate puternica propagandă greacă exercitată în acea vreme asupra popoarelor din Balcani, îndeosebi asupra grupurilor etnice mici ca aromânii, și de a încuraja mișcarea de rezistență națională și culturală a aromânilor în fața tendințelor naționaliste ale autorităților ecleziastice grecești.
Abatele Faveyrial a scris un studiu istoric intitulat „Études historiques sur les Valaques du Pinde” (Extrait du Courrier d'Orient⁠(d), Imprimerie du «Courrier d'Orient», Constantinople, 1881), în care face o prezentare istorică a aromânilor și menționează, de asemenea, de primele cărți tipărite în limba aromână la Moscopole pentru educarea copiilor aromâni în limba lor.

### Încercările de convertire la catolicism a aromânilor
Sub influența lui Faveyrial, Apostol Mărgărit și Ioan Carageani au conceput în anii 1880 un proiect al unirii religioase cu Roma, care obținuse acordul României și ar fi urmat să asigure dreptul folosirii limbii aromâne în școlile și bisericile din localitățile populate cu aromâni, dar proiectul fusese abandonat deoarece populația aromână nu dorea să renunțe la credința ortodoxă. În anul 1892, după ce o delegație aromână călătorise la Constantinopol pentru a depune o petiție la Înalta Poartă cu privire la doleanțele lor religioase, Faveyrial l-a prevenit pe Mărgărit că Patriarhia Ecumenică nu va accepta înființarea unei episcopii a aromânilor. Cu toate acestea, au existat unele convertiri izolate la catolicism ale aromânilor: Faveyrial menționa cazul preotului Dimitrie Constantinescu din satul Perivoli⁠(d) care trecuse la catolicism în 1883, împreună cu jumătate dintre enoriașii săi, dar se întorsese apoi la Biserica Ortodoxă, și îl informase apoi pe succesorul său, pr. Vincent Dupuy, că patru preoți aromâni ar fi trecut la catolicism, fără a-i spune însă numele lor. În acest scop, el a alcătuit în anul 1891 un catehism destinat preoților aromâni care ar fi trecut la catolicism; acest catehism a fost considerat mult timp pierdut și a fost descoperit în 1999 în arhiva Comunității misionarilor lazariști din Paris, după care a fost publicat în 2008 într-o traducere în limba aromână realizată de Dina Cuvata.
Cu puțin înaintea morții sale, Faveyrial se gândea că aromânii vor trece la catolicism, reușind astfel să împace Biserica Ortodoxă cu Biserica Catolică, și făcea următoarea „profeție” într-o conversație cu scriitorul român Ioan Nenițescu (care o va relata în studiul său sociologic cu privire la aromâni, publicat în 1895): „Valahii – și mă gândesc la toți, la cei de aici, și la cei de la Dunăre – valahii, după mine sunt poporul, care va uni odată iarăși biserica despicată în două a lui Christos. [...] Nu pot să argumentez lucrul, o spun curat; însă o proorocie nici nu se argumentează! Sunt convins... văd... simt că poporul valah va uni biserica învrăjbită a lui Christos. Când valahul va zice: da, pacea se va face ca prin minune, și răul pe care l-au făcut grecii, bisericii și credinței, progresului omenirii, îmbunătățirii neamului omenesc, va înceta! Și da acesta îl va zice valahul de aici [aromânul n.n.], mai curând decât cel de la Dunăre.”.

### Moartea
După o viață de muncă intensă ca profesor și scriitor și după ce a deschis multe școli noi în ultimii săi treisprezece ani de viață, Jean-Claude Faveyrial a murit în noaptea de 25 spre 26 noiembrie 1893 la Bitola, la vârsta de 76 de ani, probabil în urma unei pneumonii. Potrivit unei mărturii a lui Constantin Metta, fost elev al lui Faveyrial și viitor consul general al României la Bitola, moartea lui Faveyrial ar fi avut loc a doua zi după o discuție violentă pe teme religioase cu elevii săi, care au apărat cu înverșunare credința ortodoxă, determinându-l pe bătrânul preot să iasă supărat din clasă.

## Istoria Albanieiși alte lucrări
Istoria Albaniei (în franceză Histoire de l’Albanie), scrisă în limba franceză, a fost elaborată între anii 1884 și 1889 și descoperită abia la 20 septembrie 1999 de preotul Yves Danjou, responsabil al arhivei Casei Misionarilor Lazariști din Paris, apoi publicată în anul 2001. Cartea de 416 pagini este de fapt o istorie a sud-estului Europei, deoarece detaliază și trecutul altor popoare balcanice, precum aromânii. Deși nu este întotdeauna exactă în descrierea evenimentelor, deoarece are o percepție învechită, lucrarea lui Faveyrial are o mare valoare istorică, datorită includerii unor scrisori originale de la diversele personalități istorice balcanice.
În perioada în care Faveyrial scria această lucrare, a fost publicată în Italia Le istorie albanesi („Istoriile albaneze”, Salerno, 1886), o lucrare în patru volume a etnicului Arbëreshë⁠(d) Francesco Tajani. Întrucât lucrarea lui Faveyrial este scrisă în franceză, prima istorie a Albaniei scrisă în limba albaneză este considerată a fi T'nnollunat e Sccypniis prei gni Gheghet ci don vênnin e vet („Evenimentele din Albania scrise de un gheg care-și iubește țara”, Alexandria, 1898) a lui Stefë Zurani⁠(d) (1865–1941).
Faveyrial este cunoscut, de asemenea, ca autor al mai multor lucrări în limba bulgară, toate considerate acum deosebit de rare, cum ar fi Manual de bune maniere (Наръчник по добри обноски, Istanbul, 1858), Dialoguri franco-bulgare (Френско-български диалози, Istanbul, 1859) și Catehismul Mare, explicat bulgarilor uniți (Голям катехизис, обяснен за българи унияти, Istanbul, 1862). A mai scris unele articole și cărți axate pe istoria popoarelor balcanice și pe credința catolică, printre care Catehism vlah pentru uzul preoților (Catéchisme valaque à l'usage des prêtres, Bitola, 1891, descoperit în 1999, la fel ca și Istoria Albaniei, și publicat în 2007), precum și o descriere a orașului Bitola. Cu toate acestea, foarte puține lucrări publicate au supraviețuit, deoarece clădirea misionarilor lazariști din Bitola (inclusiv biblioteca personală și manuscrisele lui Faveyrial) a ars în februarie 1909. Manuscrisele lucrărilor Istoria vlahă (Histoire valaque, 1891), Istoria Peninsulei Ilirice (Histoire de la presqu'île d'Illyrie, 1891) și Chestiunea orientală din punct de vedere religios (La Question d'Orient au point de vue religieux, eseu, 1892) sunt considerate pierdute.

## Lucrări publicate
- Histoire de l'Albanie („Istoria Albaniei”, 2001)
  - Historia e Shqipërisë: (më e vjetër) (2004) – traducere în albaneză
- Catéchisme valaque: à l'usage de prêtres („Catehism vlah pentru uzul preoților”, 2007)
  - Catehizis armânescu ti agiutorlu a preftsãlor (Unia ti Culturãa Armãnjlor dit Machidunii, Skopje, 2008) – traducere în aromână